# Гейс (округ, Техас)
Шаблон:StateAbbr_ 30°04′ пн. ш. 98°02′ зх. д. / 30.06° пн. ш. 98.03° зх. д.
Округ Гейс (англ. Hays County) — округ (графство) у штаті Техас, США. Ідентифікатор округу 48209.

## Історія
Округ утворений 1848 року.

## Демографія
За даними перепису 2000 року загальне населення округу становило 97589 осіб, зокрема міського населення було 56644, а сільського — 40945. Серед мешканців округу чоловіків було 49120, а жінок — 48469. В окрузі було 33410 домогосподарств, 22135 родин, які мешкали в 35643 будинках. Середній розмір родини становив 3,21.
Віковий розподіл населення поданий у таблиці:
| Стать    | До 15 років | 15-21 | 22-29 | 30-39 | 40-49 | 50-65 | 65-85 | Понад 85 |
| -------- | ----------- | ----- | ----- | ----- | ----- | ----- | ----- | -------- |
| Чоловіки | 9962        | 8278  | 7948  | 6613  | 7133  | 5961  | 2963  | 262      |
| Жінки    | 9403        | 8716  | 6634  | 6546  | 7029  | 5881  | 3626  | 634      |

## Суміжні округи
- Тревіс — північний схід
- Колдвелл — південний схід
- Гвадалупе — південь
- Комал — південний захід
- Бланко — північний захід

## Виноски
1. ↑  U.S. Decennial Census. United States Census Bureau. Архів оригіналу за 12 травня 2015. Процитовано 28 квітня 2015.
2. ↑  Texas Almanac: Population History of Counties from 1850–2010 (PDF). Texas Almanac. Архів оригіналу (PDF) за 26 лютого 2015. Процитовано 28 квітня 2015.
3. ↑  State & County QuickFacts. United States Census Bureau. Архів оригіналу за 18 жовтня 2011. Процитовано 17 грудня 2013.(англ.) Наведено за англійською вікіпедією.
4. ↑  American FactFinder. Бюро перепису населення США. Архів оригіналу за 21 травня 2008. Процитовано 31 січня 2008.

| США | Це незавершена стаття з географії США. Ви можете допомогти проєкту, виправивши або дописавши її. |